# 王立性
王立性（？—？），字太初，山东高密人，清朝政治人物，进士出身。

## 生平
乾隆二年（1737年）登丁巳恩科進士。曾于乾隆十二年（1747年）接替王绩任娄县知县一职，乾隆十四年（1749年）由余扩接任。